# Елеть
Елеть — река в России, протекает по Республике Карелия. Берёт своё начало из Елетьозера, впадает в озеро Новое, через которое протекает река Кереть. Длина реки — 48 км, площадь водосборного бассейна — 583 км².
Высота истока — 125,7 м над уровнем моря.

## Бассейн
Елеть протекает через озёра Нижнее, Аштахма, Елеть. С Елетьозером протоками связаны озёра Копанец и Окунево. Также к бассейну Елети относится бессточное озеро Рубашечное.
В 6,6 км от устья, по левому берегу впадает река Пето, к бассейну которой относятся озера Верхнее Васкозеро и Болотное.

## Данные водного реестра
По данным государственного водного реестра России относится к Баренцево-Беломорскому бассейновому округу, водохозяйственный участок реки — реки бассейна Белого моря от западной границы бассейна реки Нива до северной границы бассейна реки Кемь, без реки Ковда. Речной бассейн реки — бассейны рек Кольского полуострова и Карелии, впадает в Белое море.
Код объекта в государственном водном реестре — 02020000712102000001783.